# بات موراي
بات موراي (بالإنجليزية: Pat Murray)‏ هو مدرب كرة قدم ولاعب كرة قدم بريطاني (وحمل سابقاً جنسية المملكة المتحدة لبريطانيا العظمى وأيرلندا) في مركز جناح ‏، ولد في 1868، وتوفي في 1925. لعب مع نادي هيبرنيان.

## وصلات خارجية
- بات موراي على موقع الاتحاد الإسكتلندي (الإنجليزية)